# Joseph Alexandre Félix de Laville
Pour les articles homonymes, voir Laville et Villastellone.
Joseph Alexandre Félix Marie, baron, puis comte de Laville, né le 10 février 1774 à Turin (royaume de Sardaigne), où il meurt le 22 juin 1856, est un général piémontais de la Révolution et de l’Empire.

## Biographie
Il est le fils aîné de Hercule-Ferdinand Laville , comte de La Ville de Villastellone.
Cadet dans le régiment du roi de Sardaigne le 10 septembre 1790, il passe cornette surnuméraire dans le régiment Savoie-cavalerie le 11 mars 1791, fait les campagnes de 1792 à l'an IV inclusivement sous les ordres du duc d'Aoste[réf. à confirmer], du général autrichien de Wins et du général piémontais Colli, contre la République française, et est nommé cornette titulaire le 15 mars 1794.
Entré avec les troupes piémontaises au service de la France lors de la conquête du pays en l'an V, Lavilla est nommé lieutenant le 20 ventôse an VI, et combat la même année contre les insurgés des vallées.
Employé en Italie pendant les ans VII, VIII et IX, il est blessé à l'affaire de Vérone et nommé capitaine sur le champ de bataille, entre dans les dragons piémontais à l’organisation des troupes du roi de Sardaigne le 1er floréal an VII, et obtient à la réorganisation du 1er fructidor an VIII le grade de chef d'escadron dans le 1er régiment de hussards piémontais (26e régiment de chasseurs à cheval) le 15 vendémiaire an XI.
Démissionnaire à cette époque pour cause de mécontentement, il est réintégré le 22 nivôse de la même année et nommé par le même arrêté aide de camp du général de division Colli.
Il part pour la Corse avec son général et est compris comme légionnaire dans la promotion du 25 prairial an XII, revint sur le continent en 1806, et se rend en Dalmatie en qualité d'adjoint à l'état-major au mois de juin de la même année.
Il participe à la campagne de France (1814) ; il s'illustre plus particulièrement à la bataille de Vauchamps le 14 février 1814 à la tête de la 1re brigade de cavalerie du 1er corps du général Doumerc.
Officier de la Légion d'honneur le 11 octobre 1812, il reste en Italie après la paix en 1814. Il vécut depuis à Turin.

## État de service
- 27 février 1789 : Sous-lieutenant ( Royaume de Sardaigne) ;
- 9 janvier 1798 : Lieutenant ( Royaume de Sardaigne) ;
- 1799 Lieutenant ( République française) ;
- 20 avril 1799 : Capitaine ;
- 19 août 1801 : Chef d'escadron ;
- 11 octobre 1809 : Adjudant-commandant ;
- 3 septembre 1813 : Général de brigade ;
- 1er septembre 1814 : Mis en non-activité ;
- 14 mars 1815 : Naturalisé français ;
- 21 octobre 1818 : Admis en retraite ;
- 22 mars 1831- 3 janvier 1833 : Mis en disponibilité ;
- 3 janvier 1833 : Admis au cadre de vétérance ;
- 28 août 1836 : en non-activité ;
- 15 août 1839 : Placé dans la section de réserve ;
- 4 septembre 1841 : Réadmis en retraite.

## Distinctions
- Légion d'honneur[2] :
  - Légionnaire (14 juin 1804), puis,
  - Officier de la Légion d'honneur (11 octobre 1812) ;
- Chevalier de Saint-Louis (29 juillet 1814).

## Armoiries
| Figure | Blasonnement |
|        | Armes des Laville de Villa-Stellone Selon Jean-Baptiste RietstapCoupé: au 1, d'azur, à un cygne d'argent; au 2, parti: a. d'or à la croix de gueules; b. de gueules à trois bandes d'or et au chef d'azur ch. de trois étoiles d'argent. Ou Écartelé: aux 1 et 4, d'azur, à un cygne nageant d'argent; au 2, d'or, à la croix de gueules; au 3, d'argent, à la croix de sable, cantonnée de quatre losanges du même. On trouve aussiBandé d'or et de gueules ; au chef d'azur chargé de trois étoiles d'or rangées en fasce. |